# Fiona Raby

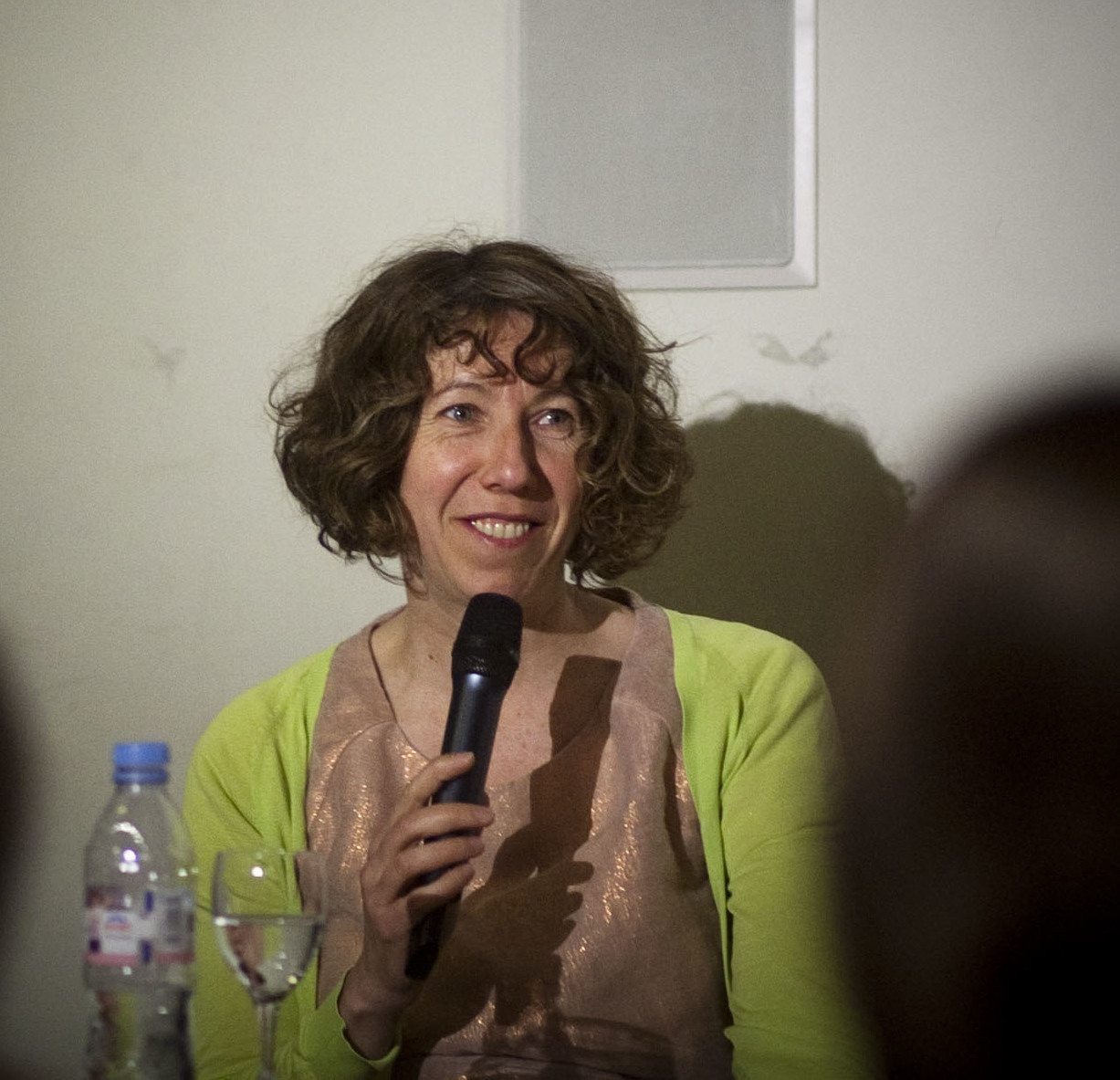
Fiona Raby

Fiona Raby (* 1963 in Singapur) ist eine britische Künstlerin sowie ehemalige Professorin für Industriedesign an der Universität für angewandte Kunst Wien, wo sie von 2012 bis 2015 Hartmut Esslinger nachfolgte. Auch arbeitete sie von 1994 bis 2015 als Reader am Londoner Royal College of Art. Gemeinsam mit Anthony Dunne gründete sie das Studio Dunne & Raby. Ihre Arbeiten, die gemeinsam mit Dunne entstanden, gehören zur Sammlung des New Yorker Museum of Modern Art.
Fiona Raby studierte Architektur an der Birmingham School of Architecture, dann am Royal College of Art und schloss ihr Studium des Computer Related Design gleichfalls dort ab. Sie arbeitete an Themen zu sozialen, kulturellen und ethischen Implikationen vorhandener und sich entwickelnder Technologien und nahm 1993 an der ersten Überblicksausstellung zum britischen Design unter Leitung von Helmut Diez teil. Nach dem Studium arbeitete sie für Kei'ichi Irie Architects in Tokio, arbeitete mit Pierre d'Avoine an japanischem „Außenmöbeln“, nahm an Ausstellungen im Moma und im Centre Pompidou in Paris teil, ebenso wie im Design Museum von London. Dunne und Raby sind Gründungsmitglieder des Computer Related Design Studios am Royal College of Arts.
2015 erhielten Fiona Raby und Anthony Dunne den ersten Media Lab Award für ihr kritisches Design und dessen Überschneidungen mit Wissenschaften, Technologie, Kunst und den Geisteswissenschaften, was nach Aussage der Verleiher die Ausbildungs- und Praxisseite des Designs weltweit verändert hat.

## Werke (Auswahl)
- mit Anthony Dunne: Design Noir: The Secret Life of Electronic Objects, August/Birkhäuser, Basel 2001. (online, PDF) ISBN 978-3-7643-6566-0.
- mit Anthony Dunne: What If... Future Form, Future Function?, Science Gallery Trinity College, Dublin 2010.
- mit Anthony Dunne: Between Reality and the Impossible, in: Biennale Internationale Design Saint-Étienne, Saint-Étienne 2010, S. 129–153. ISBN 978-2-912808-40-0
- mit Anthony Dunne: Speculative Everything. Design, Fiction and Social Dreaming, The Massachusetts Institute of Technology Press, Cambridge/Mass. und London 2013. ISBN 978-0-2620-1984-2.
- mit Paola Antonelli, Emma Dexter, Iwona Blazwick: Darkitecture: Learning Architecture for the Twenty-First Century, Two Little Boys, 2013. ISBN 978-0-957429-90-1